# 1823
1823 (MDCCCXXIII) byl rok, který dle gregoriánského kalendáře započal středou.

## Události
- 18. ledna – V Chile byl svržen diktátor Bernardo O'Higgins.
- 19. března – Abdikoval mexický císař Agustín de Iturbide a Mexiko vyhlásilo republiku.
- 7. dubna – Francouzská armáda se souhlasem Svaté aliance vpadla do Španělska, aby obnovila vládu krále Ferdinanda VII.
- 1. července – Vznikla Federativní republika Střední Ameriky, kterou tvořila Guatemala, Honduras, Salvador, Nikaragua a Kostarika.
- 20. srpna – Po 23 letech ve funkci zemřel papež Pius VII.
- 31. srpna – Francouzská armáda zvítězila v bitvě u Trocadera a byla svržena španělská republikánská vláda.
- 28. září – Novým papežem byl zvolen Lev XII.
- 2. prosince – Americký prezident James Monroe vyhlásil tzv. Monroeovu doktrínu o zasahování evropských mocností do záležitostí nezávislých států na americkém kontinentu.
- 1823 začala první vlna české kolonizace Banátu

### Probíhající události
- 1817–1864 – Kavkazská válka
- 1821–1829 – Řecká osvobozenecká válka

## Narození

### Česko
- 25. února – Josef Masaryk-Masarik, otec Tomáše Garrigue Masaryka († 25. září 1907)
- 14. března – František Václav Pštross, pražský podnikatel a politik († 12. června 1863)
- 23. března – Josef Chmelíček, kněz, teolog, hudební skladatel, pedagog a spisovatel († 15. března 1891)
- 9. dubna – Franz Siegmund, podnikatel a politik německé národnosti († 11. září 1900)
- 1. května – Josef Jindřich Řezníček, obrozenecký spisovatel, překladatel a dramatik († 8. prosince 1880)
- 8. května – Ignác Schiebl, podnikatel, novinář a politik († 2. března 1901)
- 22. června – Karel Sladkovský, novinář a politik († 4. března 1880)
- 14. července – Antonín Viktor Barvitius, architekt († 20. července 1901)
- 13. srpna – Benedikt Roezl, cestovatel, zahradník a botanik († 14. října 1885)
- 11. září – Antonín Matzenauer, slavista, baltista a jazykovědec († 4. prosince 1893)
- 9. října – Antonín Ludvík Frind, litoměřický biskup († 25. října 1881)
- 18. října – Josef Theumer, poslanec Českého zemského sněmu a Říšské rady († 23. dubna 1898)
- 31. října – František Demel, generální vikář litoměřické diecéze († 26. prosince 1900)
- 4. listopadu – Karel Komzák starší, kapelník a skladatel († 19. března 1893)
- 21. listopadu – Julius Gomperz, politik německé národnosti († 21. února 1909)
- 13. prosince – Vincenc Prousek, pedagog a reformátor († 25. října 1900)
- 29. prosince – Josef Benoni, politik, novinář a překladatel († 18. prosince 1905)
- ? – Anton Waldert, právník a politik německé národnosti († 10. dubna 1892)
- ? – Alfred Knoll, politik německé národnosti († 23. května 1893)

### Svět

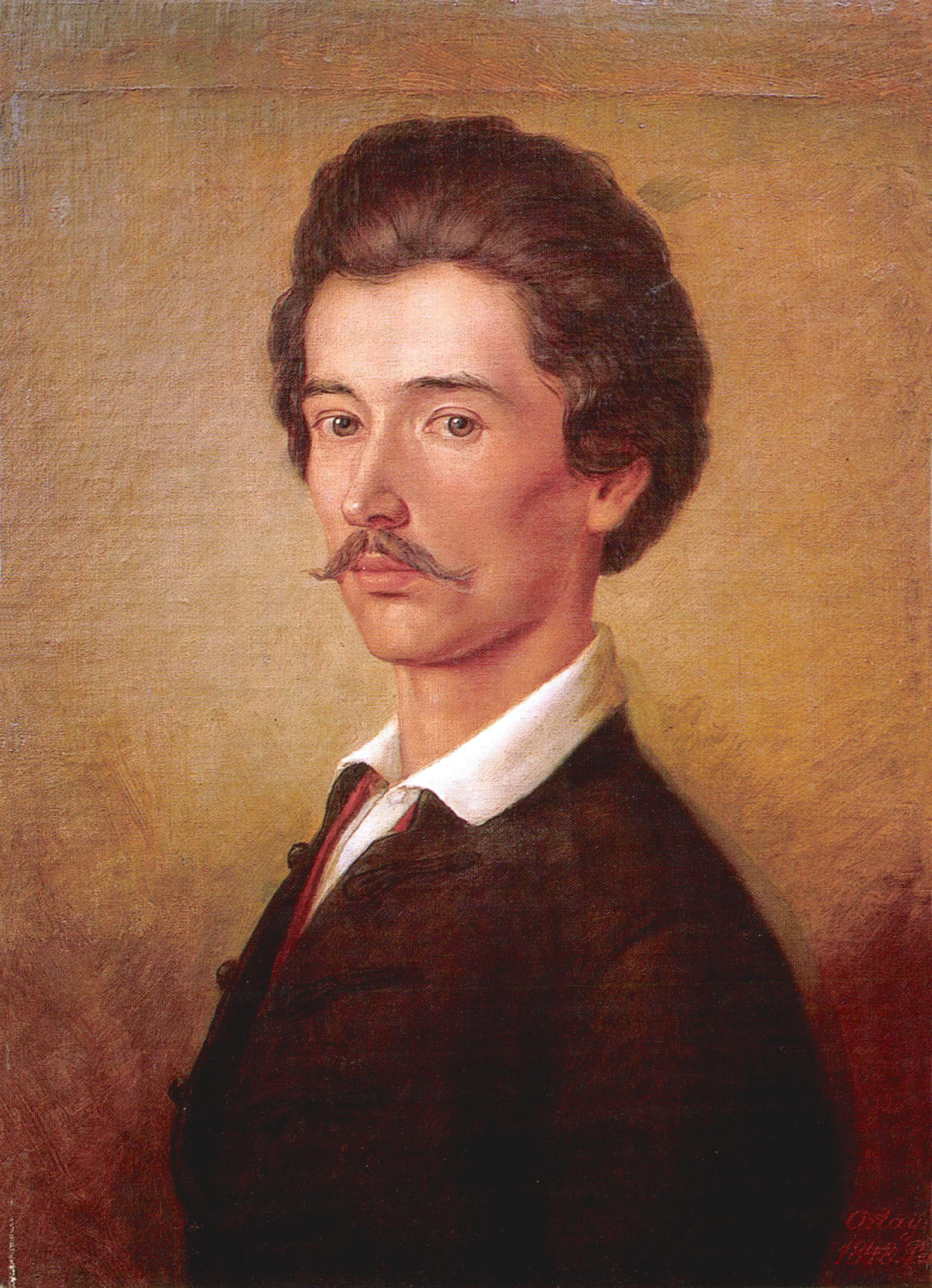
Sándor Petőfi (* 1. ledna)

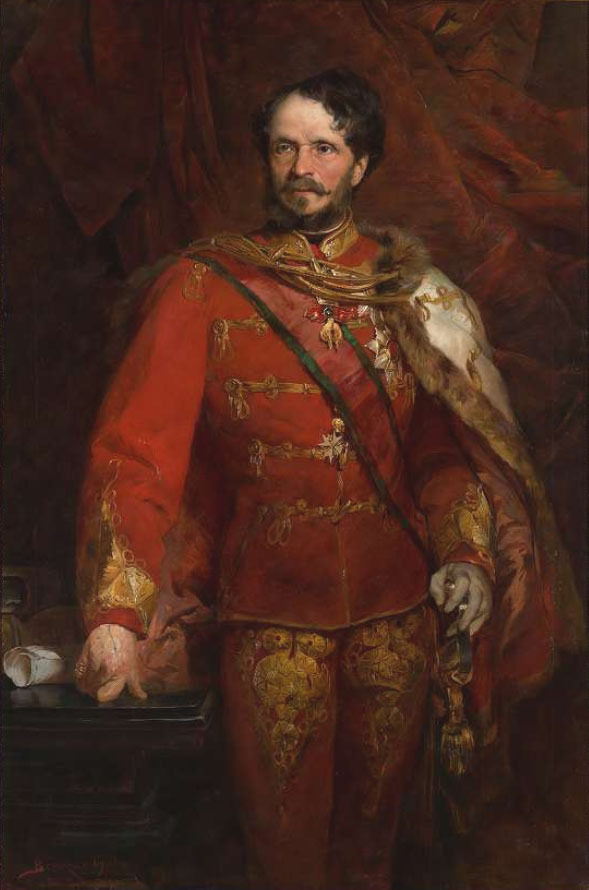
Gyula Andrássy starší (* 3. března)

- 1. ledna – Sándor Petöfi, maďarský básník († 31. července 1849)
- 6. ledna – Ludwig von Possinger, ministr zemědělství Předlitavska († 29. ledna 1905)
- 8. ledna – Alfred Russel Wallace, britský přírodovědec († 7. listopadu 1913)
- 14. ledna – Karel III. Parmský, parmský vévoda († 23. března 1854)
- 21. ledna – Imre Madách, maďarský spisovatel († 5. říjen 1864)
- 28. ledna – Bruno Braquehais, francouzský fotograf († 13. února 1875)
- 7. února
  - Richard Genée, rakouský operetní libretista a skladatel († 15. června 1895)
  - George Washington Wilson, skotský královský dvorní fotograf († 9. března 1893)
- 12. února – Hrabě Richard Belcredi, rakouský politik († 2. prosince 1902)
- 23. února – Najden Gerov, bulharský obrozenec († 9. října 1900)
- 24. února – Hippolyte Babou, francouzský spisovatel a literární kritik († 21. října 1878)
- 27. února
  - Ernest Renan, francouzský filosof a spisovatel († 2. října 1892)
  - Édouard Lalo, francouzský skladatel († 22. dubna 1892)
- 3. března – Gyula Andrássy starší, první ministerský předseda Uherského království († 18. února 1890)
- 6. března – Karel I. Württemberský, 3. württemberský král († 6. října 1891)
- 19. března – Adéla Augusta Bavorská, bavorská princezna, vévodkyně modenská († 28. října 1914)
- 23. března – Schuyler Colfax, americký politik († 13. ledna 1885)
- 31. března – William Hart, americký malíř († 17. června 1894)
- 10. dubna – Johannes Falke, německý historik († 2. března 1876)
- 12. dubna – Alexandr Nikolajevič Ostrovskij, ruský dramatik († 14. června 1886)
- 25. dubna – Abdülmecid I., turecký sultán († 25. června 1861)
- 29. dubna – Daniel Harrwitz, německý šachový mistr († 9. ledna 1884)
- 12. května – John Russell Hind, britský astronom († 23. prosince 1895)
- 23. května – Ante Starčević, chorvatský politik, publicista a spisovatel († 28. února 1896)
- 2. června – Pjotr Lavrov, ruský filozof a sociolog († 25. ledna 1900)
- 6. června – Leopold Habsbursko-Lotrinský, rakouský arcivévoda, vnuk Leopolda II. († 24. května 1898)
- 8. června – Giuseppe Fiorelli, italský archeolog († 28. ledna 1896)
- 1. července – Friedrich Brandt, německý fotograf († 3. června 1891)
- 3. července – Ahmed Vefik Paša, osmanský státník, diplomat a velkovezír († 2. dubna 1891)
- 12. července – Alexander Hessler, americký fotograf († 5. července 1895)
- 15. července – Alexandr Hesensko-Darmstadtský, hesenský princ, zakladatel rodu Battenbergů († 15. prosince 1888)
- 3. srpna – Francisco Asenjo Barbieri, španělský hudební skladatel († 19. února 1894)
- 10. srpna – Achille Costa, italský entomolog († 17. listopadu 1898)
- 15. srpna – Gaston Boissier, francouzský historik a filolog († 15. června 1908)
- 28. srpna – Charles Christopher Parry, americký botanik a horolezec († 20. února 1890)
- 9. září – Joseph Leidy, americký paleontolog a anatom († 30. dubna 1891)
- 16. září
  - Michal Obrenović III., srbský kníže († 10. června 1868)
  - Francis Parkman, americký historik († 8. listopadu 1893)
- 27. září – Frederick H. Billings, americký právník a finančník († 30. září 1890)
- 28. září – Alexandre Cabanel, francouzský malíř († 23. ledna 1889)
- 21. října – Emilio Arrieta, španělský skladatel a hudební vědec († 11. února 1894)
- 25. října – Hans Kudlich, lékař a rakouský politik († 11. listopadu 1917)
- 30. října – Karl von Stremayr, předlitavský státní úředník a politik († 22. června 1904)
- 20. listopadu – Bethel Henry Strousberg, německý podnikatel († 31. května 1884)
- 30. listopadu – Franz Fröhlich, rakouský architekt († 15. dubna 1889)
- 6. prosince – Friedrich Max Müller, německý filolog, lingvista a orientalista († 28. října 1900)
- 7. prosince – Leopold Kronecker, německý matematik († 29. prosince 1891)
- 11. prosince – Charles Fredricks, americký portrétní fotograf († 25. května 1894)
- 22. prosince – Jean-Henri Fabre, francouzský entomolog († 11. října 1915)
- ? – Mathias Hansen, švédský dvorní fotograf († 1905)
- ? – Harriet Howardová, milenka a mecenáška pozdějšího císaře Napoleona III. († 1865)
- ? – Carlo Ponti, italský fotograf a optik († 1893)
- ? – Emil Rabending, rakousko-uherský fotograf († 1886)
- ? – Pascal Sébah, turecký fotograf († 15. června 1886)
- ? – Utagawa Kunisada II., japonský grafik († 1880)
- ? – Jan Yi Yun-il, korejský katolický svatý († 21. ledna 1867)

## Úmrtí

### Česko
- 15. května – Antonín František Bečvařovský, hudební skladatel (* 9. dubna 1754)

### Svět

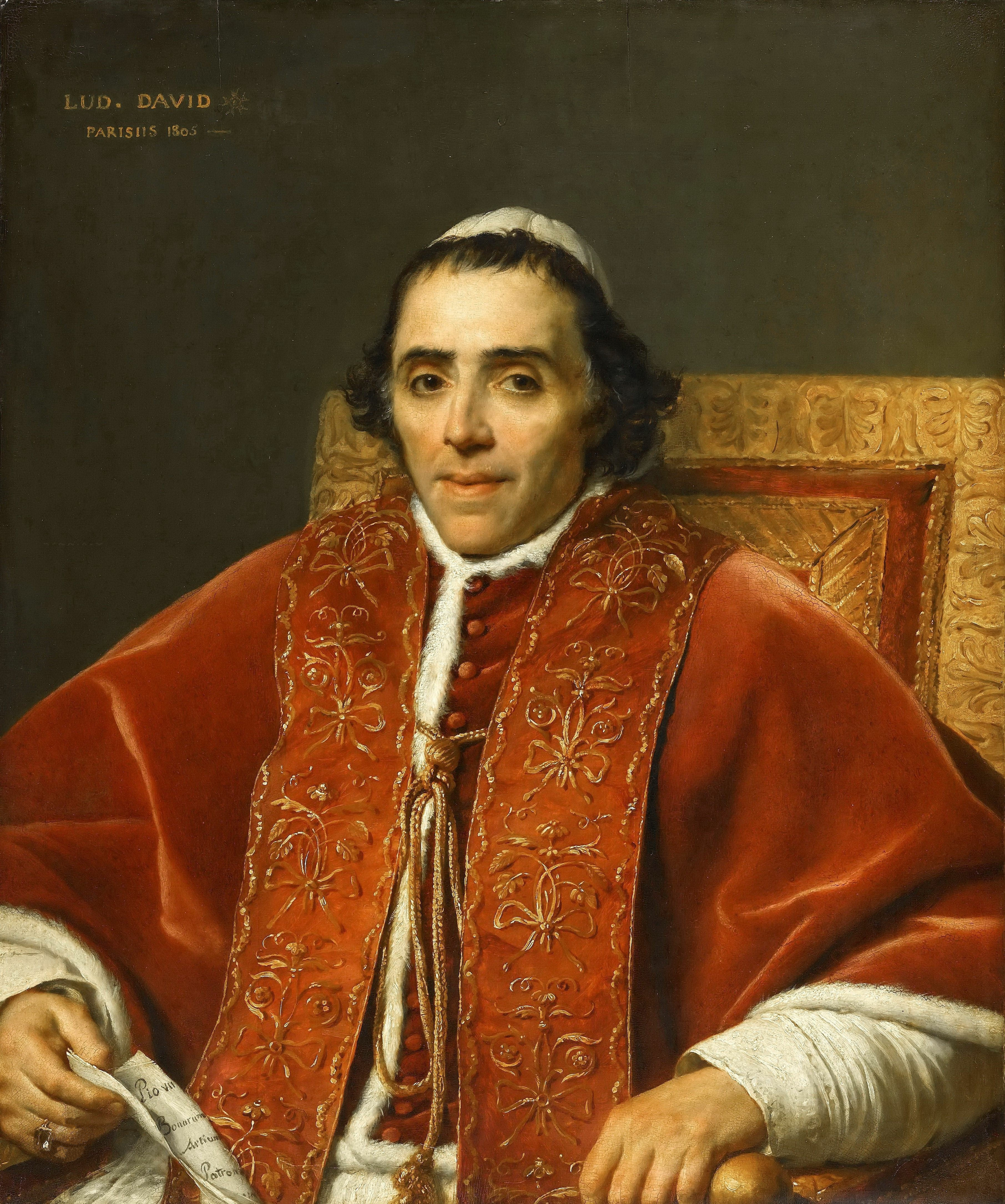
Pius VII. († 20. srpna)

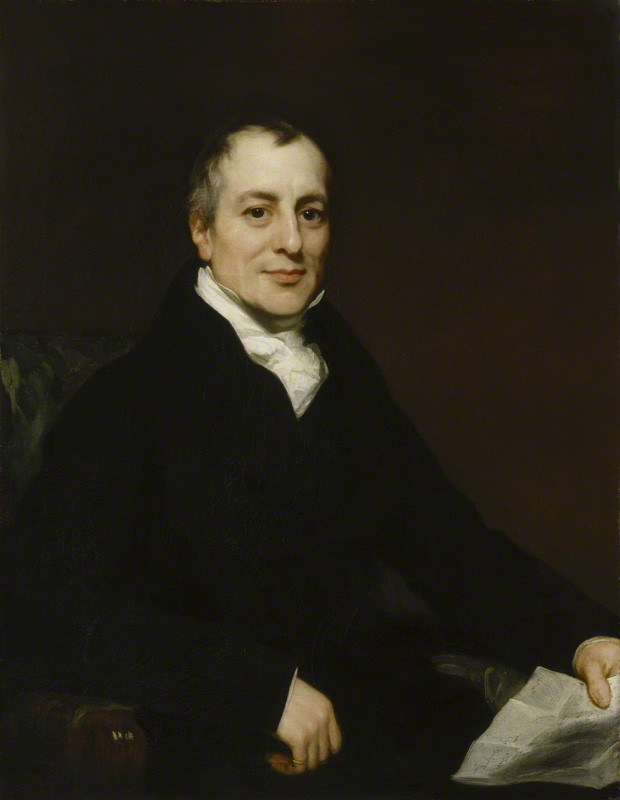
David Ricardo († 11. září)

- 3. ledna – Johann Baptist Allgaier, rakouský šachista (* 19. června 1763)
- 26. ledna – Edward Jenner, britský lékař (* 17. května 1749)
- 7. února – Ann Radcliffová, anglická spisovatelka (* 9. července 1764)
- 21. února – Charles Wolfe, irský badatel a dějepisec. (* 14. prosince 1791)
- 17. března – Marguerite-Catherine Haynault, milenka francouzského krále Ludvíka XV. (* 11. září 1736)
- 4. dubna – Amálie Luisa Arenberková, bavorská vévodkyně (* 10. dubna 1789)
- 7. dubna – Jacques Charles, francouzský vynálezce, vědec, matematik (* 12. listopadu 1746)
- 24. dubna – Johann von Prochaska, rakouský generál (* 3. července 1760)
- 1. června – Louis-Nicolas Davout, francouzský generál (* 10. května 1770)
- 27. června – Pierre Antoine Delalande, francouzský přírodovědec a cestovatel (* 27. března 1787)
- 2. srpna – Lazare Carnot, francouzský politik, vědec, pevnostní stavitel a generál (* 1753)
- 18. srpna – André-Jacques Garnerin, francouzský průkopník parašutismu (* 31. ledna 1769)
- 19. srpna – Robert Bloomfield, anglický básník (* 3. prosince 1766)
- 20. srpna – Pius VII., papež (* 14. srpna 1742)
- 21. srpna – Markos Botsaris, generál Řecké osvobozenecké války (* 1790)
- 11. září – David Ricardo, britský ekonom (* 18. dubna 1772)
- 17. září – Abraham Louis Breguet, francouzský hodinář (* 10. ledna 1747)
- 1. listopadu – Heinrich Wilhelm von Gerstenberg, německý spisovatel, básník a kritik (* 3. ledna 1737)
- 7. listopadu – Rafael del Riego, španělský politik a generál (* 9. dubna 1784 nebo 24. listopadu 1785)
- 18. listopadu – Jean-Nicolas Pache, francouzský revoluční politik (* 5. května 1746)
- 29. listopadu – Karl Asmund Rudolphi, německý přírodovědec (* 14. července 1771)
- 3. prosince – Giovanni Battista Belzoni, italský cestovatel a archeolog (* 5. listopadu 1778)
- 23. prosince – Johann Gebhard Maass, německý filozof a psycholog (* 26. února 1776)
- neznámé datum – Billy Waters, londýnský žebravý herec (* 1778)

## Hlavy států

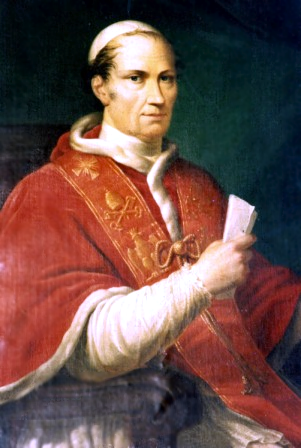
Papežem byl zvolen Lev XII.

- Francie – Ludvík XVIII. (1815–1824)
- Království obojí Sicílie – Ferdinand I. (1816–1825)
- Osmanská říše – Mahmut II. (1808–1839)
- Prusko – Fridrich Vilém III. (1797–1840)
- Rakouské císařství – František I. (1792–1835)
- Rusko – Alexandr I. (1801–1825)
- Spojené království – Jiří IV. (1820–1830)
- Španělsko – Ferdinand VII. (1813–1833)
- Švédsko – Karel XIV. (1818–1844)
- USA – James Monroe (1817–1825)
- Papež – Pius VII. (1800–1823) do 20. srpna / Lev XII. (1823–1829)
- Japonsko – Ninkó (1817–1846)
- Lombardsko-benátské království – Rainer Josef Habsbursko-Lotrinský